# Argentina en los Juegos Olímpicos de Calgary 1988
Argentina participó en los Juegos Olímpicos de Calgary 1988, con una delegación de 15 atletas (10 hombres y 5 mujeres) que compitieron en 4 deportes. El portador de la bandera en la ceremonia de apertura fue el fondista Julio Moreschi.
El equipo olímpico argentino no obtuvo ninguna medalla en estos Juegos.

## Biatlón
Masculino
| Atleta         | Evento           | Fallos        | Tiempo        | Posición      |
| -------------- | ---------------- | ------------- | ------------- | ------------- |
| Luis Argel     | 10 km sprint     | 8             | 35:25,1       | 68            |
| Luis Argel     | 20 km individual | 11            | 1:23:47,6     | 67            |
| Alejandro Giró | 10 km sprint     | 3             | 33:55,4       | 65            |
| Alejandro Giró | 20 km individual | 5             | 1:16:34,4     | 64            |
| Gustavo Giró   | 10 km sprint     | 6             | 36:38,8       | 70            |
| Gustavo Giró   | 20 km individual | Descalificado | Descalificado | Descalificado |

## Esquí alpino
Masculino
| Atleta              | Evento          | 1.ª manga  | 2.ª manga     | Total         | Total         |
| Atleta              | Evento          | Tiempo     | Tiempo        | Tiempo        | Posición      |
| ------------------- | --------------- | ---------- | ------------- | ------------- | ------------- |
| Ignacio Birkner     | Eslalon         | No terminó | No terminó    | No avanzó     | No avanzó     |
| Ignacio Birkner     | Eslalon gigante | 1:14,67    | 1:11,41       | 2:26,08       | 46            |
| Ignacio Birkner     | Super gigante   | —          | —             | Descalificado | Descalificado |
| Jorge Birkner       | Descenso        | —          | —             | 2:14,20       | 44            |
| Jorge Birkner       | Eslalon         | 1:01,11    | 55,86         | 1:56,97       | 26            |
| Jorge Birkner       | Eslalon gigante | 1:13,36    | 1:10,87       | 2:24,23       | 45            |
| Jorge Birkner       | Super gigante   | —          | —             | 1:53,79       | 39            |
| Jorge Carlos Eiras  | Eslalon         | No terminó | No terminó    | No avanzó     | No avanzó     |
| Javier Rivara       | Descenso        | —          | —             | 2:16,79       | 45            |
| Javier Rivara       | Eslalon         | 1:01,12    | Descalificado | No avanzó     | No avanzó     |
| Javier Rivara       | Eslalon gigante | 1:15,69    | 1:12,96       | 2:28,65       | 47            |
| Javier Rivara       | Super gigante   | —          | —             | No terminó    | No terminó    |
| Federico Van Ditmar | Eslalon gigante | No terminó | No terminó    | No avanzó     | No avanzó     |
| Federico Van Ditmar | Super gigante   | —          | —             | No terminó    | No terminó    |

| Atleta        | Evento    | Descenso | Eslalon    | Eslalon    | Total     | Total     |
| Atleta        | Evento    | Tiempo   | 1.ª manga  | 2.ª manga  | Puntos    | Posición  |
| ------------- | --------- | -------- | ---------- | ---------- | --------- | --------- |
| Jorge Birkner | Combinado | 1:59,37  | 49,74      | 48,67      | 243,99    | 24        |
| Javier Rivara | Combinado | 1:58,28  | No terminó | No terminó | No avanzó | No avanzó |

Femenino
| Atleta             | Evento          | 1.ª manga     | 2.ª manga     | Total      | Total      |
| Atleta             | Evento          | Tiempo        | Tiempo        | Tiempo     | Posición   |
| ------------------ | --------------- | ------------- | ------------- | ---------- | ---------- |
| Carolina Birkner   | Eslalon         | 59,57         | 58,15         | 1:57,72    | 22         |
| Carolina Birkner   | Eslalon gigante | 1:06,46       | 1:14,30       | 2:20,76    | 24         |
| Carolina Birkner   | Super gigante   | —             | —             | 1:28,42    | 36         |
| Magdalena Birkner  | Eslalon         | Descalificada | Descalificada | No avanzó  | No avanzó  |
| Magdalena Birkner  | Eslalon gigante | No terminó    | No terminó    | No avanzó  | No avanzó  |
| Carolina Eiras     | Descenso        | —             | —             | 1:37,37    | 27         |
| Carolina Eiras     | Eslalon         | 57,17         | 55,56         | 1:52,73    | 20         |
| Carolina Eiras     | Eslalon gigante | 1:07,92       | 1:14,16       | 2:22,08    | 25         |
| Carolina Eiras     | Super gigante   | —             | —             | 1:29,87    | 37         |
| Astrid Steverlynck | Descenso        | —             | —             | 1:41,64    | 28         |
| Astrid Steverlynck | Eslalon         | 1:03,06       | 1:01,96       | 2:05,02    | 24         |
| Astrid Steverlynck | Eslalon gigante | 1:10,63       | No terminó    | No avanzó  | No avanzó  |
| Astrid Steverlynck | Super gigante   | —             | —             | 1:36,51    | 41         |
| Mariela Vallecillo | Descenso        | —             | —             | No terminó | No terminó |
| Mariela Vallecillo | Super gigante   | —             | —             | 1:33,49    | 39         |

| Atleta             | Evento    | Descenso | Eslalon    | Eslalon    | Total     | Total     |
| Atleta             | Evento    | Tiempo   | 1.ª manga  | 2.ª manga  | Puntos    | Posición  |
| ------------------ | --------- | -------- | ---------- | ---------- | --------- | --------- |
| Mariela Vallecillo | Combinado | 1:27,25  | 50,16      | 52,98      | 352,72    | 26        |
| Astrid Steverlynck | Combinado | 1:26,89  | No terminó | No terminó | No avanzó | No avanzó |
| Carolina Birkner   | Combinado | 1:25,10  | 46,70      | 48,78      | 255,95    | 25        |
| Carolina Eiras     | Combinado | 1:24,93  | 45,79      | 49,06      | 248,10    | 24        |

## Esquí de fondo
Masculino
| Atleta         | Evento | Tiempo     | Posición   |
| -------------- | ------ | ---------- | ---------- |
| Julio Moreschi | 15 km  | No terminó | No terminó |
| Julio Moreschi | 30 km  | 1:41:40,3  | 71         |
| Julio Moreschi | 50 km  | 2:28:36,5  | 59         |

## Luge
Masculino
| Atleta         | Evento     | 1.ª manga | 1.ª manga | 2.ª manga | 2.ª manga | 3.ª manga | 3.ª manga | 4.ª manga | 4.ª manga | Total    | Total    |
| Atleta         | Evento     | Tiempo    | Posición  | Tiempo    | Posición  | Tiempo    | Posición  | Tiempo    | Posición  | Tiempo   | Posición |
| -------------- | ---------- | --------- | --------- | --------- | --------- | --------- | --------- | --------- | --------- | -------- | -------- |
| Rubén González | Individual | 49,567    | 32        | 49,628    | 32        | 53,685    | 36        | 48,947    | 31        | 3:21,827 | 33       |